# George Kalmus
George Ernest Kalmus (* 21. April 1935 in Beočin) ist ein britischer experimenteller Teilchenphysiker.

## Leben
Kalmus kam mit seinen Eltern (sein Vater Hans Kalmus war später Professor für Biologie am University College London (UCL)) 1939 nach England. Er wuchs in Harpenden auf und studierte am UCL, wo er 1984 bis 2000 Gastprofessor war und ab 1998 Fellow. 1959 bis 1962 forschte er am UCL in der Blasenkammergruppe. Ab 1962 war er am Lawrence Radiation Laboratory in Berkeley (unterbrochen 1963/64 als Lecturer am UCL), wo er 1967 bis 1971 Senior Physicist war. Danach war er am Rutherford Appleton Laboratory, wo er Gruppenleiter für die Blasenkammer und die Beteiligung an der Delphi Kollaboration (am LEP des CERN) war. Von 1986 bis 1994 war er stellvertretender Direktor und 1994 bis 1997 Direktor der Abteilung Teilchenphysik des Rutherford Appleton Laboratory. 1998 bis 2000 war er dort Senior Physicists und ab 2000 Honorary Physicist. Ab 1984 war er Gastwissenschaftler am UCL.
Sein Bruder Peter Kalmus ist ebenfalls ein bekannter Teilchenphysiker. Er war Professor am Queen Mary College der Universität London und erhielt 1988 die Rutherford Medal.

## Mitgliedschaften, Auszeichnungen
Er war im Scientific Policy Committee des CERN und in der Planungsgruppe des International Linear Collider.
1988 wurde er Fellow der Royal Society und 1992 der American Physical Society. 2000 wurde er CBE.
2002 erhielt er die Glazebrook Medal.